# South Park: The Streaming Wars
 (décembre 2022).
Si vous disposez d'ouvrages ou d'articles de référence ou si vous connaissez des sites web de qualité traitant du thème abordé ici, merci de compléter l'article en donnant les références utiles à sa vérifiabilité et en les liant à la section « Notes et références ».
Pour plus de détails, voir Fiche technique et Distribution.
South Park The Streaming Wars est un téléfilm d'animation humoristique et satirique américaine réalisé par Trey Parker et diffusé en 2022. Il s'agit d'un double téléfilm produit pour la plateforme Paramount+. Il constitue par ailleurs les 318e et 319e épisodes de la saison 25 de la série South Park. La première partie est diffusée le 1er juin 2022, la seconde le 13 juillet 2022.

## Synopsis
Cartman affronte sa mère tandis qu'un conflit se déroule et menace l'existence même de South Park. 

## Distribution

### Voix originales
- Trey Parker : Stan Marsh, Eric Cartman, Randy Marsh, Detective Harris, Pi Pi, Water Commissioner et Clyde Donovan
- Matt Stone : Kyle Broflovski, Kenny McCormick, Butters Stotch, ManBearPig, Talnua/Robert Cussler
- April Stewart : Sharon Marsh, Liane Cartman, Shelly Marsh et Bus Driver
- Kimberly Brooks : Linda Black, Reese Witherspoon et Naomi Osaka
- Adrien Beard : Tolkien Black et Steve Black
- Vernon Chatman : Towelie